# 北宫纯
北宫纯（3世纪？—318年），表字及籍貫不詳。西晉及漢趙官員。北宮純原為涼州督護，因洛陽為王彌所攻而被刺史張軌派往洛陽，曾兩度協助擊退漢趙軍隊，守衞洛陽。永嘉之亂後降漢，在漢任尚書，靳準之亂時在東宮結堡自守，為靳康所殺。

## 生平

### 兩守洛陽
永嘉二年（308年），漢國將領王彌率軍逼近洛陽，京師危急，涼州刺史張軌就派了北宮純與張斐等領五千精騎入京助守。王彌到洛陽後屯駐在津陽門，而北宮純就率領百多人突擊王彌軍，大破對方，逼令王彌退軍。接著北宮純又於河東擊敗另一漢國將領劉聰，暫時保洛陽安全。永嘉三年（309年）冬，漢趙將領劉聰、王彌、呼延翼等人再度南侵洛陽，北宮純乘夜率一千多人攻擊漢軍，殺其征虜將軍呼延顥。不久呼延翼也被其部下所殺，大軍潰退，劉聰雖圖繼續攻擊但又被晉軍所敗，最終仍被逼退兵。

### 降於漢趙
永嘉五年（311年）爆發永嘉之禍，漢趙俘晉懷帝及在洛陽的宗室官員，北宮純轉進由南陽王司馬模統率之長安，不過其年劉粲進攻長安，兵至下邳，司馬模派兵出戰但失敗，於是投降卻為劉粲所殺，北宮純等則被送至漢國控制的平陽。
北宮純在漢官至尚書，太興元年（318年），靳準殺漢帝劉粲自立為漢天王，北宮純則招集漢人，在東宮結堡自守，惟被靳準堂弟靳康所殺。